# Municipalità del Giappone

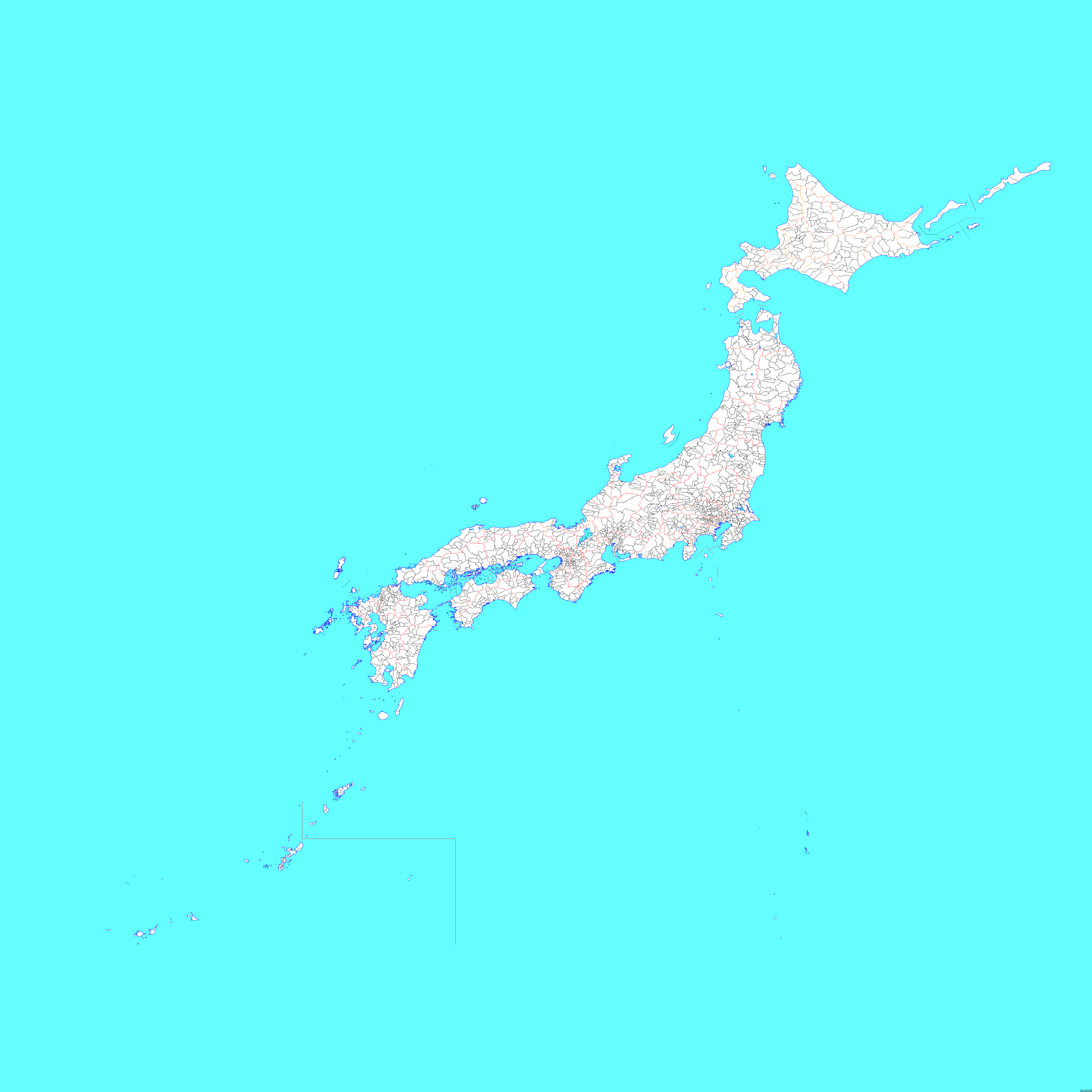
Mappa di tutte le municipalità del Giappone, inclusi i territori contesi

Le municipalità del Giappone rappresentano quattro delle cinque maggiori suddivisioni amministrative in cui è diviso il Giappone. Gli enti locali più importanti del paese sono le 47 prefetture in cui è suddiviso, il cui potere amministrativo è secondo solo al governo centrale. L'odierna suddivisione amministrativa del Giappone è stata ufficializzata dalla legge di Autonomia Locale del 1947 e successive modifiche.
Ogni prefettura è suddivisa in municipalità, che possono essere di quattro tipi:
- Città (市?, shi)
- Cittadine (町?, chō oppure machi)
- Villaggi (村?, mura o anche son)
- Quartieri speciali di Tokyo (特別区?, tokubetsuku)

Tale sistema di suddivisione delle municipalità è conosciuto con il nome di shichōsonku (市町村区). I quattro ideogrammi che formano questa parola corrispondono ai nomi delle quattro suddivisioni stesse.
La legge per la fusione delle municipalità, promulgata nel 2004, favorisce la formazione di nuove grandi città mediante la fusione di cittadine e villaggi, o l'ingrandimento delle grandi città esistenti con l'assorbimento delle cittadine e dei villaggi circostanti. Lo scopo è di ridurre a 1.000 il numero delle municipalità che, a tutto il 1º agosto del 2011, era di 1.723.

## Città
Lo status di città (shi) viene assegnato alla municipalità dal governo della prefettura in cui si trova, in base ai seguenti criteri:
- Popolazione di almeno 50.000 abitanti (原則として人口5万人以上)
- Almeno il 60% dei nuclei familiari devono abitare nel centro urbano (中心市街地の戸数が全戸数の6割以上)
- Almeno il 60% dei nuclei familiari devono essere impiegati nel commercio, nell'industria o in altre attività urbane (商工業等の都市的業態に従事する世帯人口が全人口の6割以上)
- Devono essere soddisfatti altri requisiti stabiliti da ogni singola prefettura (他に当該都道府県の条例で定める要件を満たしていること)

Le città maggiori possono essere suddivise in quartieri (区?, ku), che sono di solito distaccamenti del governo comunale. Gli unici tra i quartieri del Giappone ad avere vera e propria funzione di municipi, sono i 23 quartieri speciali di Tōkyō, la capitale del Paese, che viene considerata una metropoli composta dai 23 municipi e diverse altre città, cittadine e villaggi che in precedenza facevano parte della soppressa prefettura di Tokyo.

## Cittadine e villaggi
Le cittadine (町?, chō oppure machi) e i villaggi (村?, mura o anche son) giapponesi sono suddivisioni amministrative rurali che formano i distretti (郡?, gun). I distretti hanno un potere limitato e dipendono quasi del tutto dalla prefettura. Una delle loro funzioni principali è quella di essere d'aiuto per l'individuazione dell'indirizzo delle abitazioni. Cittadine e villaggi, al contrario, sono normali municipalità e hanno le loro proprie giunte comunali, con poteri e organici paragonabili a quelli delle città.
Le regole che stabiliscono l'assegnazione dello status di cittadina (chō oppure machi) e di villaggio (mura) cambiano a seconda della prefettura o, nel caso della prefettura di Hokkaidō, a seconda delle "sottoprefetture" (支庁?, shicho) che la compongono.
Vengono definite cittadine (chō o machi) e villaggi (mura o son) anche alcune parti dei quartieri delle città, in tal caso non hanno funzioni di enti locali ma dipendono esclusivamente dall'amministrazione comunale e dai suoi distaccamenti, i quartieri (ku).

### Cittadine
Di solito le cittadine hanno un numero massimo di 50.000 abitanti. Il numero minimo cambia a seconda della prefettura, si va dai 3.000 nelle prefetture di Toyama, Okayama e Hyōgo ai 15.000 della prefettura di Tochigi.

### Villaggi
I villaggi sono la suddivisione più piccola tra le municipalità giapponesi. Come nel caso delle cittadine, i criteri per assegnare lo status di villaggio varia da prefettura a prefettura. Il numero massimo di abitanti dei villaggi varia dai 3.000 nelle prefetture di Toyama, Okayama e Hyōgo ai 15.000 della prefettura di Tochigi.

I 23 quartieri speciali di Tokyo

## Quartieri speciali di Tōkyō
La parte più grande e densamente popolata di Tokyo è stata divisa in 23 quartieri speciali i quali, al pari dalle altre municipalità che formano la metropoli, hanno un proprio governo. Si differenziano dai quartieri delle altre grandi città del Giappone, che sono solo distaccamenti dell'amministrazione comunale. Pur dipendendo dall'amministrazione metropolitana, paragonabile a quella di una prefettura, ognuno di questi 23 quartieri ha un proprio sindaco.
Godono di un ampio margine di autonomia, parte dei proventi derivanti dalle tasse imposte dal governo metropolitano vengono destinati alle casse dei quartieri speciali, che decidono come impiegarli. Per alcune attività, quali l'asportazione rifiuti e la gestione delle risorse idriche, i quartieri speciali dipendono dall'amministrazione metropolitana.
Secondo la costituzione del Giappone, i 23 quartieri non sono veri e propri Enti Locali in quanto non hanno potere legislativo e i suoi rappresentanti non vengono eletti in elezioni separate. Lo statuto che garantisce le più alte cariche amministrative dei quartieri è soggetto alle decisioni della Dieta del Giappone, che può revocare tali cariche.

## Altre suddivisioni amministrative o territoriali giapponesi
- Quartieri cittadini (区?, ku), sono distaccamenti del municipio cittadino. Hanno proprie sedi ma dipendono amministrativamente dall'ufficio centrale. I loro poteri possono essere paragonati a quelli dei consigli di quartiere italiani.

- Sottoprefetture (支庁?, shicho), sono una suddivisione minore dell'amministrazione di alcune prefetture, dalle quali dipendono. Hanno la funzione di garantire servizi nelle aree più remote di quelle prefetture che hanno una particolare conformazione geografica. Ad esempio, la vasta prefettura di Hokkaidō, date le dimensioni, è stata interamente suddivisa in 14 sottoprefetture.

- Distretti rurali (郡?, gun), non sono Enti Locali, ma raggruppamenti di cittadine e villaggi, e dipendono dalla locale prefettura

- Province (国?, kuni), la suddivisione del paese in province è stata di fatto invalidata dall'avvento delle prefetture, malgrado non sia mai stata ufficialmente annullata. Le province hanno attualmente in Giappone un riferimento esclusivamente geografico.